# ミヨリの森
『ミヨリの森』（ミヨリのもり）は、小田ひで次による日本の漫画作品。本項では漫画を原作とした複数のメディア作品についても解説する。

## 概要
秋田書店の月刊少女漫画雑誌・ミステリーボニータにて2003年4月から同年11月まで連載された後、単行本化され、発売中。また、同誌にて続編『ミヨリの森の四季』、完結編『続ミヨリの森の四季』が連載された。

### メディア展開
- 2004年にはNHK-FMにてラジオドラマ化された。
- 2007年にアニメ化され、8月25日にフジテレビにて単発放送された。

## 物語

### 第一部 ミヨリの森
両親の愛に恵まれない冷たい家庭環境で育ち、田舎にある父方の祖父母宅に半ば棄てられたかのように預けられた少女・ミヨリ。その家の周りに広がる鬱蒼とした森の中で、ミヨリは“精霊”と呼ぶしかない、不思議な存在の声を感じ取る様になっていく。

## ラジオドラマ
NHK-FMの青春アドベンチャーにてラジオドラマ化。初回放送日2004年11月15日（月） - 11月19日（金）、11月22日（月） - 11月26日（金）、全10回。

### キャスト
- ミヨリ：星野聖良
- ばあちゃん（春奈）：大塚道子
- じいちゃん（俊作）：佐々木敏
- ナナミ：唐沢潤
- ネゴリザ：西村淳二
- ボクリコ：田の中勇
- 謎の声（カノコ）：江良潤
- ワシラシ：松野太紀
- ソゲリ：浦和めぐみ
- モグリ：沢りつお
- 泉の女：込山順子
- 父（尚）：建蔵
- 荒木：佐藤せつじ

### 制作
- 原作 - 小田ひで次
- 脚色 - 黒沼美佳子
- 選曲 - 伊藤守恵
- 演出 - 真銅健嗣
- 技術 - 西田俊和、大塚豊
- 音響効果 - 吉田直矢、千本木真純

## テレビアニメ
2007年8月25日にフジテレビ系『土曜プレミアム』の夏休み特別企画として、21時00分 - 23時10分（JST）に放送された。視聴率15.8%。
スタジオジブリ作品などの美術監督を務めた山本二三の初監督作品。テレビアニメとしては破格の2億1千万円の予算をかけた。制作は世界名作劇場を手掛けた日本アニメーションが担当している。
キャスト面では、主演に女優の蒼井優を起用し、他にも市原悦子やフジテレビのアナウンサー達が声優として参加、主題歌を担当する歌手の元ちとせが声優デビューなどの話題があった。

### キャスト
キャストが公表されている登場人物
- 真縞ミヨリ：蒼井優
- カノコ：天野ひろゆき（キャイ〜ン）
- おばあちゃん：市原悦子
- 一本桜の精：元ちとせ（特別出演）

以下、フジテレビアナウンサー
- ボクリコ：高島彩
- ワシラシ：松尾翠
- お父さん：伊藤利尋
- お母さん：吉崎典子
- 岡子先生：佐々木恭子

その他の登場人物
- おじいちゃん：辻親八
- 大介：沼田祐介
- 陽子：木村亜希子
- 由起：斎藤千和
- 直子：こじまかずこ
- 幸子：小池亜希子
- 功太郎：小林由美子
- 秀次：進藤尚美
- 直子の父：園部啓一
- 巡査：宝亀克寿
- ミヨリ（赤ちゃん）：こおろぎさとみ
- ネゴ爺：塚田正昭
- フークーリン：長嶝高士
- 吉永萌：高口幸子
- 小林：小山武宏
- 鈴木：佐藤晴男
- 野村：小関一
- 男：山本満太、室園丈裕、山口太郎

### スタッフ
- 企画 - 金田耕司、加藤道夫
- 監督 - 山本二三
- キャラクターデザイン - 才田俊次、石川哲也
- 脚本 - 奥寺佐渡子
- 絵コンテ - 山本二三、伊藤秀樹
- 総作画監督 - 石川哲也
- 作画監督 - 佐久間康子、三枝紗己、伊藤秀樹
- 色彩設計 - 小山明子
- 美術監督 - 増山修
- 音楽 - 羽毛田丈史
- プロデューサー - 松崎容子、田中伸明
- アニメーション制作 - 日本アニメーション
- 製作 - フジテレビ - 日本アニメーション

### 劇中歌
歌は元ちとせで、レーベルはエピックレコードジャパン。
主題歌
- ミヨリの森

挿入歌
- あなたがここにいてほしい

※ちなみにこの挿入歌は、同局系列で日曜日22時00分から放送されている『新報道プレミアA』で主題歌として流されている楽曲と同じである。